# Teucholabis (Teucholabis) scapularis
Teucholabis (Teucholabis) scapularis is een tweevleugelige uit de familie steltmuggen (Limoniidae). De soort komt voor in het Neotropisch gebied.